# Albanska spomenica
Spominska medalja na umik srbske vojske preko Albanije (krajše le albanska spomenica; srbsko Медаља за спомен на повлачење српске војске преко Албаније oz. srbsko Албанска споменица) je bilo vojaško odlikovanje, ki ga je 5. aprila 1920 ustanovil Aleksander I. Karađorđević. Spomenico so prejele vse vojaške in civilne osebe, ki so se umikale preko Črne gore in Albanije v letih 1915-1916 med prvo svetovno vojno.